# Tinamus
Los inambúes,  yutos,  tinamúes o "perdices americanas" (género Tinamus) incluyen varias aves de la familia de los tinámidos que habitan principalmente en los pastizales de Sudamérica.

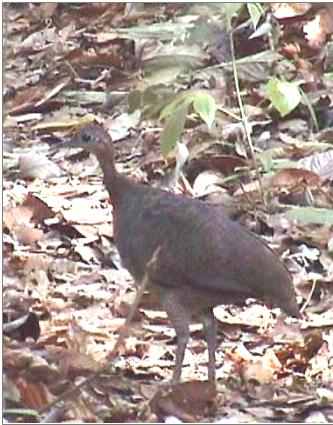
Tinamus major

## Morfología
Los inambúes se caracterizan por su cuerpo galliforme, macizo con alas cortas y redondeadas, cabeza pequeña en relación con el total del cuerpo y las patas breves y gruesas ya que son aves corredoras y sólo efectúan vuelos cortos ("saltos") cuando se sienten en peligro.
El plumaje de los inambúes está perfectamente adaptado para mimetizarse con el pastizal, por esto suelen ser de color ocre con barras y manchas negras o blanquecinas.
Son algo semejantes en su aspecto externo a las perdices europeas propiamente dichas.

## Dieta
Su dieta está compuesta principalmente por larvas, insectos y vegetales.

## Hábitat
Excepto el inambú patagónico  que habita hasta el extremo sur sudamericano, el área de distribución de las demás especies se extiende por los pastizales, boscajes y terrenos arbustivos desde la provincia argentina del Chubut hacia el norte, el inambú gallina o macuquiña es endémico de la Amazonia.

## Especies
- Tinamus tao
- Tinamus solitarius
- Tinamotis ingoufi
- Tinamus osgoodi
- Tinamus major
- Tinamus guttatus